# Dioscuri (Artemide)
Dioscuri ist eine Wand-, Decken-, Tischleuchte, die von Michele de Lucchi für Artemide entworfen wurde.

## Namensursprung
Der Name Dioscuri bezieht sich auf die griechisch-römische Mythologie der Zwillingssöhne von Zeus und Leda – Càstore und Pollùce, die als Förderer der Poesie, des Tanzes und der Musik angesehen sind.

## Design
Die elementare Geometrie des kugelförmigen Diffusors macht sie zu einem ikonischen Produkt des italienischen Design und trägt zur gleichmäßigen Streuung des Lichts durch das ätzbehandelte mundgeblasene Opalglas bei. Die Leuchten sind in vier verschiedenen Größen von 14 bis 42 cm Durchmesser verfügbar.

## Awards
- 2000, Design Innovationen, Design Zentrum Nordrhein-Westfalen, Roter Punkt für höhe Designqualität;
- 2000, Design Plus Light+Building.